# Hanno rubato un uomo
Hanno rubato un uomo (On a volé un homme) è un film del 1934 diretto da Max Ophüls.